# توقف القلب الرضي
توقف القلب الرضي حالة يتوقف فيها القلب عن النبض بسبب رض كليل أو نافذ، مثل طعنة في المنطقة الصدرية. وهي حالة طبية طارئة تؤدي إلى الوفاة الحتمية إذا لم تقدم الرعاية الطبية الفورية. وحتى عند التدخل الطبي الفوري، من النادر أن ينجو المريض دون مضاعفات عصبية. في السنوات الأخيرة، اقتُرحت بروتوكولات لتحسين معدل النجاة لدى مرضى توقف القلب الرضي، على الرغم من أن تنوع أسباب الحالة بالإضافة إلى وجود إصابات مرافقة يجعل توحيد هذه البروتوكولات صعبًا. يمثل توقف القلب الرضي شكلًا معقدًا من توقف القلب، ولا يكون دعم الحياة القلبي المتقدم المُعتاد مُجديًا، إذ يجب على فريق الطوارئ تحديد أسباب توقف القلب الرضي أولًا ومعاكستها، وتشمل هذه الأسباب نقص حجم الدم والصدمة النزفية بسبب إصابة نافذة.

## الآلية
يمكن أن يحدث توقف القلب الرضي بعد إصابة كليلة أو نافذة في الصدر. بعد الحدث الراضّ، يتوقف القلب عن ضخ الدم في الجسم. على عكس السكتة القلبية الطبية، توجد أسباب محتملة كثيرة يمكن معاكستها. يقيّم الأطباء هذه الأسباب بسرعة، وتُوجه التدخلات وفقًا للسبب المحدد.

### النزف الحاد
في الإصابات القلبية الكليلة والنافذة، يمكن أن يؤدي النزف الكبير الداخلي أو الخارجي إلى نقصان حجم الدم الذي يمكن للقلب ضخه في الجسم. يعتبر هذا النوع من توقف القلب معتمدًا على الحِمل القبلي.

### استرواح الصدر المُوتّر
يحدث استرواح الصدر المُوتّر عندما يكون الهواء قادرًا على دخول الفراغ بين الرئة وجدار الصدر، لكنه غير قادر على الخروج. يمنع الضغط المتزايد داخل تجويف الصدر الدم من العودة إلى القلب لملئه.

### تدمّي الصدر
يحدث تدمي الصدر عندما تؤدي إصابة الصدر إلى نزف داخل التجويف الصدري. على غرار استرواح الصدر المُوتّر، فإن زيادة الضغط ضمن الصدر تمنع عودة الدم من الجسم إلى القلب.

### الدُكاك القلبي
في حالات الرضوض، ينتج الدكاك القلبي عن انصباب التامور الحاد، أي تجمع الدم داخل الكيس المحيط بالقلب. عندما يمتلئ هذا الكيس بالسوائل، يزداد الضغط على القلب، ولا تستطيع أجواف القلب التمدد لاستقبال الدم القادم من الجسم.

### نقص الأكسجة
قد ينتج نقص الأكسجة في السياق الرضي عن تأذي الطرق التنفسية بإصابة ميكانيكية أو انسداد، أو بسبب فقدان التحكم في التهوية بسبب إصابة العمود الفقري الرقبي أو إصابة الأعصاب المحيطية. تؤدي هذه الحالات إلى نقص الأكسجة الذي قد يؤدي إلى توقف القلب.

مخطط كهربية القلب يظهر نشاطًا كهربائيًا عديم النبض. في هذا النظم، يظهر نشاط القلب الكهربائي في مخطط كهربية القلب، دون الشعور بوجود النبض عند الفحص.

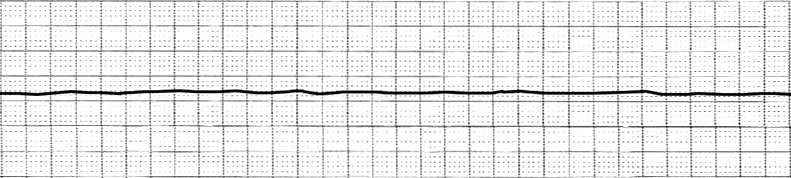
مخطط كهربية القلب يظهر توقف الانقباض أو التسطح.

## العلامات والأعراض
بعد الإصابة الرضية، يظهر لدى المرضى غالبًا نشاط كهربائي عديم النبض. ويكون ضغط الدم منخفضًا والنبض غير مجسوس. وإذا لم تُصحح المشكلة المسببة، تتطور الإصابة ويظهر توقف الانقباض (أو التسطح) على مخطط كهربية القلب. العلامات والأعراض اللانوعية الأخرى التي تظهر في حال توقف القلب الرضي الوشيك هي التعرق، تغير حالة الوعي، التنفس السريع أو البطيء، علامات الإصابة الرضية (التكدم أو الجروح أو الكسور وغيرها).